# موسى بن بغا الكبير
موسى بن بغا الكبير (توفي 877) قائد عباسي تركي، وهو ابن بغا الكبير، أحد القادة الترك البارزين في خلافة المعتصم. عند وفاة بغا عام 862م، خلف موسى والده في منصبه ولعب دورًا مهمًا في اضطرابات «فوضى سامراء». وخرج منتصرًا، ومن خلال ارتباطه الوثيق بالوزير والوصي الموفق بالله، أصبح أقوى قادة الدولة العباسية من عام 870 حتى وفاته عام 877. وبالمثل أصبح أبناؤه أحمد ومحمد والفضل من كبار الشخصيات العسكرية في الخلافة، وخاصة ضد تمرد الزنج.